# Lakka
Ne doit pas être confondu avec Laka.
Pour les articles homonymes, voir Lákka (Paxí).
Lakka est une distribution logicielle de retrogaming exploitant Linux (LibreELEC).
Lakka permet d'émuler de nombreuses consoles de jeux vidéo et est installable sur PC, nano-ordinateur ou support de stockage amovible.
Lakka intègre le frontal RetroArch et l'interface de programmation Libretro.